# Socket 3

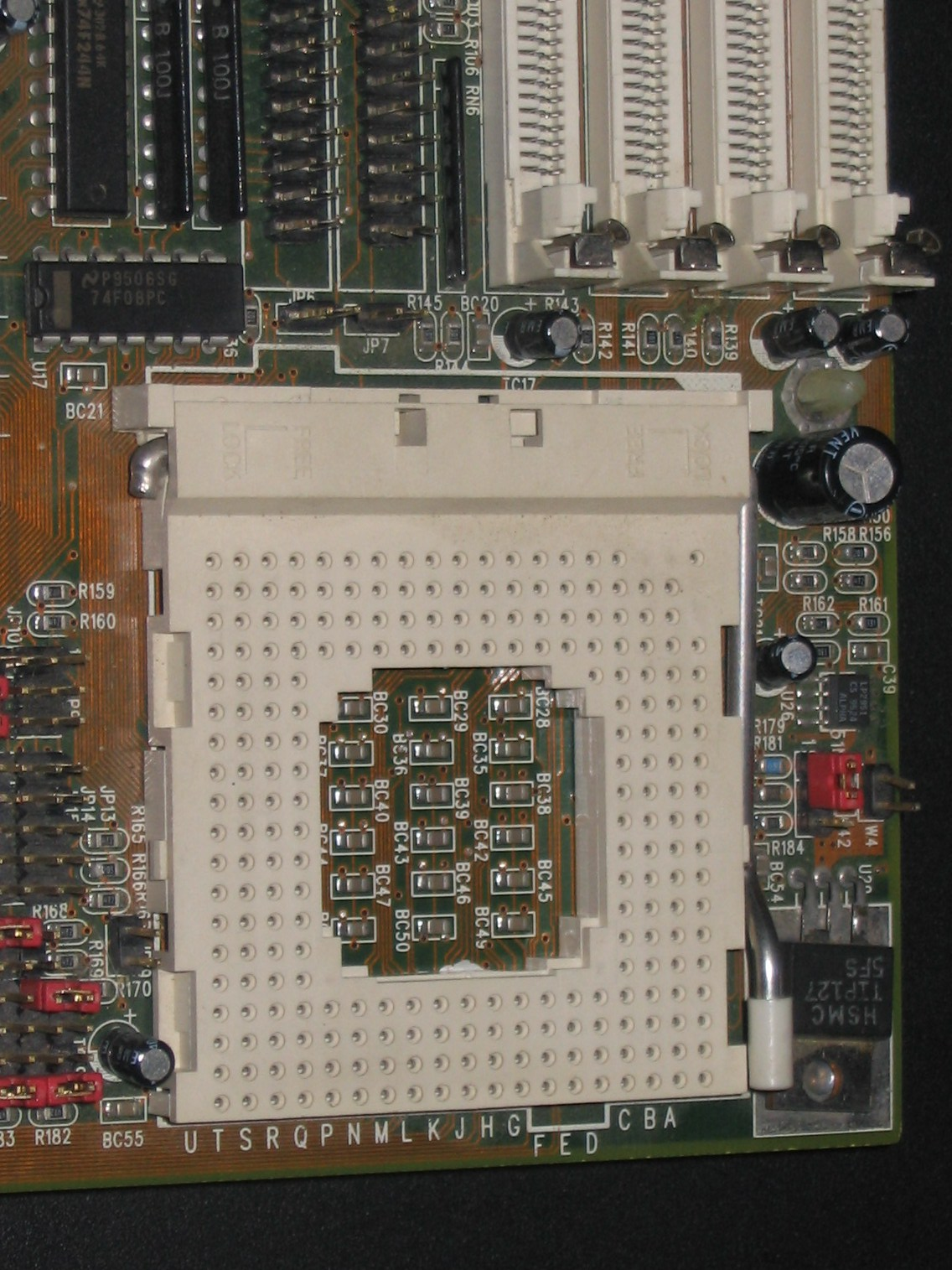
Socket 3 processzorfoglalat

Az Intel Socket 3 egy szabványos processzorfoglalat volt, amelybe különböző x86 mikroarchitektúrájú processzorok illeszkedtek. Általában egy második foglalat is volt mellé szerelve, amely a matematikai műveletekért felelős segédprocesszort fogadta, a Socket 3-as processzorok esetében ez az Intel 80487 volt.
A Socket 3 az első alacsonyabb feszültségű processzorokat is fogadó foglalat volt, melyek a korábbi 5V helyett 3.3V-os magfeszültséggel üzemeltek. A Socket 2 felújított változataként módosították a tűk elrendezését és egy tűt kihagytak, hogy a 3V-os processzorok ne illeszkedjenek a régi, csak 5V-ot leadni képes foglalatokba.
A Socket 3 237 tűs LIF/ZIF PGA foglalat volt, 19x19-es négyzet alakú tűelrendezéssel. Fogadta a 3.3 és 5V-os, 25-50 MHz 486 SX, 486 DX, 486 DX2, 486 DX4, 486 OverDrive és Pentium OverDrive processzorokat.